# Liste der denkmalgeschützten Objekte in Liptovský Ján
Die Liste der denkmalgeschützten Objekte in Liptovský Ján enthält die 34 nach slowakischen Denkmalschutzvorschriften geschützten Objekte in der Gemeinde Liptovský Ján im Okres Liptovský Mikuláš.

## Denkmäler
| Foto |                 | Denkmal / č. ÚZPF                                              | Standort / Konskr. Nr.                                            | Offizielle Beschreibung             | Beschreibung                                       | Metadaten                                                           |
| ---- | --------------- | -------------------------------------------------------------- | ----------------------------------------------------------------- | ----------------------------------- | -------------------------------------------------- | ------------------------------------------------------------------- |
| BW   | Datei hochladen | Höhenburg(sk) ObjektID: 505-2169/1                             | Standort KG: Liptovský Ján Konskr.Nr.:                            | skúmané;Hrádok                      | untersucht, Burg                                   | č. NKP: 505-2169/1 Stand des NKP: 2012-02-08 Name: HRADISKO VÝŠINNÉ |
| ja   | Datei hochladen | Landsitz(sk) ObjektID: 505-10552/1                             | Čajaka J. ul. 130 Standort KG: Liptovský Ján Konskr.Nr.:          | solitér;Jonášovská kúria            | Villa Jonášov                                      | č. NKP: 505-10552/1 Stand des NKP: 2012-02-08 Name: KÚRIA           |
| BW   | Datei hochladen | SYPANEC ObjektID: 505-10552/2                                  | Čajaka J. ul. 130 Standort KG: Liptovský Ján Konskr.Nr.: 463      |                                     |                                                    | č. NKP: 505-10552/2 Stand des NKP: 2012-02-08 Name: SYPANEC         |
| ja   | Datei hochladen | Schloss(sk) ObjektID: 505-10553/1                              | Čajaka J. ul. 132 Standort KG: Liptovský Ján Konskr.Nr.: 132      | solitér;Kultúrny dom                | Haus der Kultur                                    | č. NKP: 505-10553/1 Stand des NKP: 2012-02-08 Name: KAŠTIEĽ         |
|      | Datei hochladen | SYPANEC ObjektID: 505-10553/2                                  | Čajaka J. ul. 132 KG: Liptovský Ján Konskr.Nr.: 132               |                                     |                                                    | č. NKP: 505-10553/2 Stand des NKP: 2012-02-08 Name: SYPANEC         |
| BW   | Datei hochladen | Gebäude in regionaltypischem Baustil(sk) ObjektID: 505-10555/1 | Čajaka J. ul. 217 Standort KG: Liptovský Ján Konskr.Nr.: 217      | kameň                               | Stein                                              | č. NKP: 505-10555/1 Stand des NKP: 2012-02-08 Name: DOM ĽUDOVÝ      |
| BW   | Datei hochladen | SYPANEC ObjektID: 505-10555/2                                  | Čajaka J. ul. 217 Standort KG: Liptovský Ján Konskr.Nr.: 217      | kameň                               | Stein                                              | č. NKP: 505-10555/2 Stand des NKP: 2012-02-08 Name: SYPANEC         |
| BW   | Datei hochladen | Landsitz(sk) ObjektID: 505-10551/1                             | Farská ul. 116 Standort KG: Liptovský Ján Konskr.Nr.: 116         | katolícka fara                      | römisch-katholische Pfarrei                        | č. NKP: 505-10551/1 Stand des NKP: 2012-02-08 Name: KÚRIA           |
| BW   | Datei hochladen | SYPANEC ObjektID: 505-10551/2                                  | Farská ul. 116 Standort KG: Liptovský Ján Konskr.Nr.: 116         | murovaný;garáž                      | Ziegel, Garage                                     | č. NKP: 505-10551/2 Stand des NKP: 2012-02-08 Name: SYPANEC         |
| ja   | Datei hochladen | Schloss(sk) ObjektID: 505-328/1                                | Fraňa Kráľa ul. 69 Standort KG: Liptovský Ján Konskr.Nr.: 162,166 | Pálovský kaštieľ                    | Herrenhaus Pálov                                   | č. NKP: 505-328/1 Stand des NKP: 2012-02-08 Name: KAŠTIEĽ           |
| BW   | Datei hochladen | Baum(sk) ObjektID: 505-328/2                                   | Fraňa Kráľa ul. 0 Standort KG: Liptovský Ján Konskr.Nr.:          | lipa                                | Linde                                              | č. NKP: 505-328/2 Stand des NKP: 2012-02-08 Name: STROM             |
| ja   | Datei hochladen | Kirche(sk) ObjektID: 505-323/0                                 | Fraňa Kráľa ul. 148 Standort KG: Liptovský Ján Konskr.Nr.: 148    | r.k.sv.Jána Krstiteľa               | römisch-katholische Kirche St. Johannes der Täufer | č. NKP: 505-323/0 Stand des NKP: 2012-02-08 Name: KOSTOL            |
| ja   | Datei hochladen | Schloss(sk) ObjektID: 505-10550/1                              | Kalinčiakova ul. 109 Standort KG: Liptovský Ján Konskr.Nr.: 109   | solitér;Gáborovský kaštieľ          | Herrenhaus Gábor                                   | č. NKP: 505-10550/1 Stand des NKP: 2012-02-08 Name: KAŠTIEĽ         |
| BW   | Datei hochladen | Getreidespeicher(sk) ObjektID: 505-10550/2                     | Kalinčiakova ul. 109 Standort KG: Liptovský Ján Konskr.Nr.: 109   |                                     |                                                    | č. NKP: 505-10550/2 Stand des NKP: 2012-02-08 Name: SÝPKA           |
| BW   | Datei hochladen | Scheune(sk) ObjektID: 505-10550/3                              | Kalinčiakova ul. 109 Standort KG: Liptovský Ján Konskr.Nr.: 109   | rámová-drevo,kameň                  | Fachwerk, Stein                                    | č. NKP: 505-10550/3 Stand des NKP: 2012-02-08 Name: STODOLA         |
| BW   | Datei hochladen | Stall(sk) ObjektID: 505-10550/4                                | Kalinčiakova ul. 109 Standort KG: Liptovský Ján Konskr.Nr.: 109   | kameň                               | Stein                                              | č. NKP: 505-10550/4 Stand des NKP: 2012-02-08 Name: MAŠTAĽ          |
| ja   | Datei hochladen | Schloss(sk) ObjektID: 505-324/1                                | Kúpeľná ul. 140 Standort KG: Liptovský Ján Konskr.Nr.: 97         | Szentiványiovský                    | Herrenhaus Szentiványi (Rotary - Villa)            | č. NKP: 505-324/1 Stand des NKP: 2012-02-08 Name: KAŠTIEĽ           |
| ja   | Datei hochladen | Kurhaus(sk) ObjektID: 505-324/2                                | Kúpeľná ul. 141 Standort KG: Liptovský Ján Konskr.Nr.: 99         |                                     |                                                    | č. NKP: 505-324/2 Stand des NKP: 2012-02-08 Name: DOM LIEČEBNÝ      |
|      | Datei hochladen | Park(sk) ObjektID: 505-324/3                                   | Kúpeľná ul. 0 KG: Liptovský Ján Konskr.Nr.:                       |                                     |                                                    | č. NKP: 505-324/3 Stand des NKP: 2012-02-08 Name: PARK              |
|      | Datei hochladen | Allee(sk) ObjektID: 505-324/4                                  | Kúpeľná ul. 0 KG: Liptovský Ján Konskr.Nr.:                       |                                     |                                                    | č. NKP: 505-324/4 Stand des NKP: 2012-02-08 Name: ALEJA             |
| ja   | Datei hochladen | Schloss(sk) ObjektID: 505-325/1                                | Starojánska ul. 17 Standort KG: Liptovský Ján Konskr.Nr.: 58      | solitér;Nemešovsko-Barnovský        | Herrenhaus Nemešov-Barnov                          | č. NKP: 505-325/1 Stand des NKP: 2012-02-08 Name: KAŠTIEĽ           |
| ja   | Datei hochladen | Schloss(sk) ObjektID: 505-10547/0                              | Starojánska ul. 22 Standort KG: Liptovský Ján Konskr.Nr.: 22      | solitér                             |                                                    | č. NKP: 505-10547/0 Stand des NKP: 2012-02-08 Name: KAŠTIEĽ         |
| ja   | Datei hochladen | Schloss(sk) ObjektID: 505-2088/1                               | Starojánska ul. 25 Standort KG: Liptovský Ján Konskr.Nr.: 72      | Hilbertovský kaštieľ                | Herrenhaus Hilbert                                 | č. NKP: 505-2088/1 Stand des NKP: 2012-02-08 Name: KAŠTIEĽ          |
| ja   | Datei hochladen | Schloss(sk) ObjektID: 505-10548/0                              | Starojánska ul. 60 Standort KG: Liptovský Ján Konskr.Nr.: 60      | solitér;Šándorovský kaštieľ         | Herrenhaus Šándor                                  | č. NKP: 505-10548/0 Stand des NKP: 2012-02-08 Name: KAŠTIEĽ         |
| ja   | Datei hochladen | Schloss(sk) ObjektID: 505-326/1                                | Starojánska ul. 66 Standort KG: Liptovský Ján Konskr.Nr.: 66,68   | Nyáryovský kaštieľ                  | Herrenhaus Nyáry                                   | č. NKP: 505-326/1 Stand des NKP: 2012-02-08 Name: KAŠTIEĽ           |
| BW   | Datei hochladen | Baum(sk) ObjektID: 505-326/2                                   | Starojánska ul. 66 Standort KG: Liptovský Ján Konskr.Nr.: 66,68   | lipa                                | Linde                                              | č. NKP: 505-326/2 Stand des NKP: 2012-02-08 Name: STROM             |
| BW   | Datei hochladen | Schloss(sk) ObjektID: 505-327/0                                | Starojánska ul. 0 Standort KG: Liptovský Ján Konskr.Nr.: 70       | solitér;Tomášovský kaštieľ          | Herrenhaus Tomášov                                 | č. NKP: 505-327/0 Stand des NKP: 2012-02-08 Name: KAŠTIEĽ           |
|      | Datei hochladen | Schloss(sk) ObjektID: 505-10549/1                              | Starojánska ul. 90 KG: Liptovský Ján Konskr.Nr.:                  | Ľubovský,Pištovský kaštieľ          | Herrenhaus Ľubov, Pištov                           | č. NKP: 505-10549/1 Stand des NKP: 2012-02-08 Name: KAŠTIEĽ         |
|      | Datei hochladen | SYPANEC ObjektID: 505-10549/2                                  | Starojánska ul. 90 KG: Liptovský Ján Konskr.Nr.:                  |                                     |                                                    | č. NKP: 505-10549/2 Stand des NKP: 2012-02-08 Name: SYPANEC         |
| ja   | Datei hochladen | Gedenkhaus(sk) ObjektID: 505-387/1                             | Starojánska ul. 127 Standort KG: Liptovský Ján Konskr.Nr.: 127    | Čajak Ján;1863-1944,spisovateľ,učit | für den Schriftsteller Ján Čajak                   | č. NKP: 505-387/1 Stand des NKP: 2012-02-08 Name: DOM PAMÄTNÝ       |
| ja   | Datei hochladen | Gedenktafel(sk) ObjektID: 505-387/2                            | Starojánska ul. 127 Standort KG: Liptovský Ján Konskr.Nr.: 127    | Čajak Ján;1863-1944,spisovateľ,učit | für Ján Čajak                                      | č. NKP: 505-387/2 Stand des NKP: 2012-02-08 Name: TABUĽA PAMÄTNÁ    |
| ja   | Datei hochladen | Schloss(sk) ObjektID: 505-10556/0                              | Starojánska ul. 247 Standort KG: Liptovský Ján Konskr.Nr.: 247    | solitér;Kazimírovský kaštieľ        | Herrenhaus Kazimír                                 | č. NKP: 505-10556/0 Stand des NKP: 2012-02-08 Name: KAŠTIEĽ         |
|      | Datei hochladen | Baum(sk) ObjektID: 505-2088/2                                  | Starojánsky ul. 0 KG: Liptovský Ján Konskr.Nr.:                   | gaštan-aesc.hip.;Zeleň pri kaštieli | Kastanie, Grün beim Herrenhaus                     | č. NKP: 505-2088/2 Stand des NKP: 2012-02-08 Name: STROM            |
| ja   | Datei hochladen | Schloss(sk) ObjektID: 505-10554/0                              | Za vodou ul. 169 Standort KG: Liptovský Ján Konskr.Nr.: 169       | solitér;Kaštieľ "Za vodou",Kasíno   | Herrenhaus, Kasino                                 | č. NKP: 505-10554/0 Stand des NKP: 2012-02-08 Name: KAŠTIEĽ         |

## Legende
Die Tabelle enthält im Einzelnen folgende Informationen:
| Foto:                    | Fotografie des Denkmals. |
| Denkmal / č. ÚZPF:       | Die Übersetzung der Bezeichnung des Denkmals, wie sie vom Slowakischen Denkmalamt (Pamiatkový úrad Slovenskej republiky) verwendet wird. Die Originalbezeichnung ist unter dem Fragezeichen angegeben. Fehlt die Übersetzung, so wird die Originalbezeichnung direkt angezeigt. Weiters ist die Objekt-Identifikationsnummer (Objekt ID) angeführt. Sie ist die offizielle, in der Slowakei eindeutige Nummer č. ÚZPF inklusive der zugehörigen Zählnummer, wie sie in den Daten des Denkmalamtes angegeben wird. Da diese nur innerhalb eines Landkreises gezählt wird, ist dessen Nummer der Denkmalnummer vorangestellt. |
| Standort:                | Wenn in der Liste vorhanden, ist die Adresse angegeben. In Klammern kann sich noch eine zusätzliche Adresse befinden, wenn es beispielsweise ein Eckhaus ist. Bei freistehenden Objekten ohne Adresse (zum Beispiel bei Bildstöcken) ist eine Adresse angegeben, die in der Nähe des Objekts liegt. Durch Aufruf des Links Standort wird die Lage des Denkmals in verschiedenen Kartenprojekten angezeigt. Darunter sind die Katastralgemeinde (KG) und, wenn vorhanden, die Konskriptionsnummer (Konskr. Nr.) angegeben.                                                                                                   |
| Offizielle Beschreibung: | Es ist die Kurzbeschreibung auf Slowakisch, wie sie in den offiziellen Listen angegeben ist, eingetragen. |
| Beschreibung:            | Kurze Angaben zum Denkmal auf Deutsch. |
| Metadaten:               | Zusätzlich werden, wenn in den persönlichen Einstellungen das Helferlein Dauerhaftes Einblenden von Metadaten aktiviert ist, ebensolche angezeigt. |

- Karte mit allen Koordinaten:
- OSM |
- WikiMap